# Peninnah Kasule
Peninnah Tibagwa Kasule, là một luật sư và giám đốc điều hành công ty người Uganda. Bà là Thư ký Công ty và Trưởng Legal & Ban giao tại Ngân hàng Phát triển Nông thôn Centenary. Trong vai trò đó, bà là thành viên của đội ngũ quản lý cấp cao của ngân hàng.

## Tuổi thơ và giáo dục ban đầu
Kasule được sinh ra ở khu vực phía Tây của Uganda. Bà học tại trường trung học Gayaza, một trường trung học nội trú toàn nữ ở quận Wakiso, và lấy được bằng tốt nghiệp trung học.
Bà có bằng Cử nhân Luật và Bằng sau đại học về Thực hành Pháp lý. Bà là thành viên của quán bar Uganda. Bà cũng là thành viên của Viện thư ký và quản trị viên (ICSA).

## Nghề nghiệp
Nhiệm vụ của bà tại Ngân hàng Centenary bao gồm làm trưởng phòng Tuân thủ tại ngân hàng. Tính đến năm 2018, sự nghiệp của Kasule kéo dài hơn 20 năm. Trước khi đảm nhiệm vị trí hiện tại, bà làm Thư ký Công ty tại United Assurance Company Limited, hiện là một phần của các công ty con ở UAP Old Mutual Holdings.

## Những cương vị khác
Peninnah Kasule là chủ tịch của hội đồng quản trị gồm năm người của Send a Cow Uganda, chi nhánh địa phương của Tổ chức từ thiện phát triển châu Phi, Send a Cow.